# Tripseuxoa molepa
Tripseuxoa molepa är en fjärilsart som beskrevs av William Schaus 1898. Tripseuxoa molepa ingår i släktet Tripseuxoa och familjen nattflyn. Inga underarter finns listade i Catalogue of Life.